# 渡邉太一
渡邉 太一（わたなべ たいち、3月28日 - ）は、日本の男性声優。東京都出身。

## 人物
以前はメディアフォースに所属していた。
趣味は映画鑑賞。
資格は書道二段。

## 出演作品

### テレビアニメ
2001年
- あぃまぃみぃ!ストロベリー・エッグ（野田清）

2007年
- レ・ミゼラブル 少女コゼット（門番）

2011年
- テレビまんが 昭和物語

### OVA
2006年
- Amazing Nuts!Joe and Marilyn（ギャング、ブランデー、酔っ払い）

### 劇場アニメ
2007年
- Genius Party
  - デスティック・フォー（生徒A)
  - ドアチャイム（裕の友達）

### ドラマCD
- あえかなる世界の終わりに
- 仮面のメイドガイ（リーダー）
- 鋼殻のレギオス（司会）
- 伝説の勇者の伝説
- Venus Versus Virus（ヴァイアラス）